# Домашов (Волынская область)
Домашов (укр. Домашів) — село в Киверцовской городской общине Луцкого района Волынской области Украине.
До 2020 года входило в Киверцовский район.
Код КОАТУУ — 0721883102. Население по переписи 2001 года составляет 253 человека. Почтовый индекс — 45213. Телефонный код — 3365. Занимает площадь 1,266 км².